# 20287 Мунтяну
20287 Мунтяну (20287 Munteanu) — астероїд головного поясу, відкритий 20 березня 1998 року.
Тіссеранів параметр щодо Юпітера — 3,500.